# Cochylis
Cochylis är ett släkte av fjärilar som beskrevs av Friedrich Treitschke 1829. Cochylis ingår i familjen vecklare, Tortricidae.

## Dottertaxa tillCochylis, i alfabetisk ordning[1][2]
- Cochylis aestiva (Walsingham, 1900)
- Cochylis aethoclasma Diakonoff, 1976
- Cochylis amoenana Kennel, 1899
- Cochylis anerista Razowski, 1984
- Cochylis atricapitana (Stephens, 1852), Ståndsblomvecklare
- Cochylis argentinana Razowski, 1967
- Cochylis arthuri Dang, 1984
- Cochylis atricapitana (Stephens, 1852)
- Cochylis aurorana (Kearfott, 1907)
- Cochylis avita Razowski, 1997
- Cochylis brownana Metzler & Forbes, 2012
- Cochylis bucera Razowski, 1997
- Cochylis campuloclinium Brown, 2006
- Cochylis carmelana (Kearfott, 1907)
- Cochylis cataphracta Razowski & Wojtusiak, 2006
- Cochylis caulocatax Razowski, 1984
- Cochylis defessana Mann, 1861
- Cochylis discerta Razowski, 1970
- Cochylis disputabilis (Walsingham, 1914)
- Cochylis dormitoria Razowski, 1997
- Cochylis dubitana (Hübner, [1799]), Vithövdad korgblomvecklare
- Cochylis epilinana Duponchel, 1842 Linvecklare
- Cochylis erromena Razowski, 1984
- Cochylis eupacria Razowski, 1984
- Cochylis eureta Razowski, 1984
- Cochylis eutaxia Razowski, 1984
- Cochylis eutheta Razowski, 1984
- Cochylis exomala Razowski, 1984
- Cochylis faustana (Kennel, 1919)
- Cochylis fidens Razowski & Becker, 2002
- Cochylis flabilis Razowski, 1993
- Cochylis flaviciliana (Westwood, 1854), Röd väddblomvecklare
- Cochylis formonana (Kearfott, 1907)
- Cochylis fusca (Pogue, 2001)
- Cochylis heratana Razowski, 1967
- Cochylis hoffmanana (Kearfott, 1907)
- Cochylis hospes (Walsingham, 1884)
- Cochylis hybridella (Hübner, [1813]) Bitterfibbleblomvecklare
- Cochylis indica Razowski, 1968
- Cochylis insipida Razowski, 1990
- Cochylis laetana Razowski, 1968
- Cochylis lutosa Razowski, 1967
- Cochylis maestana Kennel, 1899
- Cochylis maiana (Kearfott, 1907)
- Cochylis methoeca Razowski & Becker, 1986
- Cochylis militariana Derra, 1992
- Cochylis molliculana Zeller, 1847
- Cochylis morosana Kennel, 1899
- Cochylis mystes Razowski, 1990
- Cochylis nana Haworth, 1811, Björkhängevecklare
- Cochylis obtrusa Razowski & Becker, 1983
- Cochylis pallidana Zeller, 1847, Monkeblomvecklare
- Cochylis parallelana Walsingham, 1879
- Cochylis philypna Razowski & Becker, 1994
- Cochylis piana (Kennel, 1919)
- Cochylis posterana Zeller, 1847 Vit korgblomvecklare
- Cochylis potrerillana Razowski, 1999
- Cochylis psychrasema (Meyrick, 1937)
- Cochylis ringsi Metzler, 2000
- Cochylis rosaria Razowski & Becker, 1993
- Cochylis roseana (Haworth, 1811) Kardväddsblomvecklare
- Cochylis sagittigera Razowski & Becker, 1983
- Cochylis salebrana (Mann, 1862)
- Cochylis sannitica Trematerra, 1995
- Cochylis securifera Razowski & Becker, 1983
- Cochylis serrana Razowski & Becker, 2007
- Cochylis sierramaestrae Razowski & Becker, 2007
- Cochylis similana Razowski, 1963
- Cochylis telephora Razowski & Becker, 1994
- Cochylis temerana (Busck, 1907)
- Cochylis tephrodrypta Razowski, 1984
- Cochylis torva Razowski & Becker, 1983
- Cochylis transversana Walsingham, 1879
- Cochylis triangula Sun & Li, 2013
- Cochylis typhilinea Razowski, 1984
- Cochylis virilia (Pogue, 2001)
- Cochylis viscana (Kearfott, 1907)
- Cochylis yinyangana Metzler, 2012

## Bildgalleri

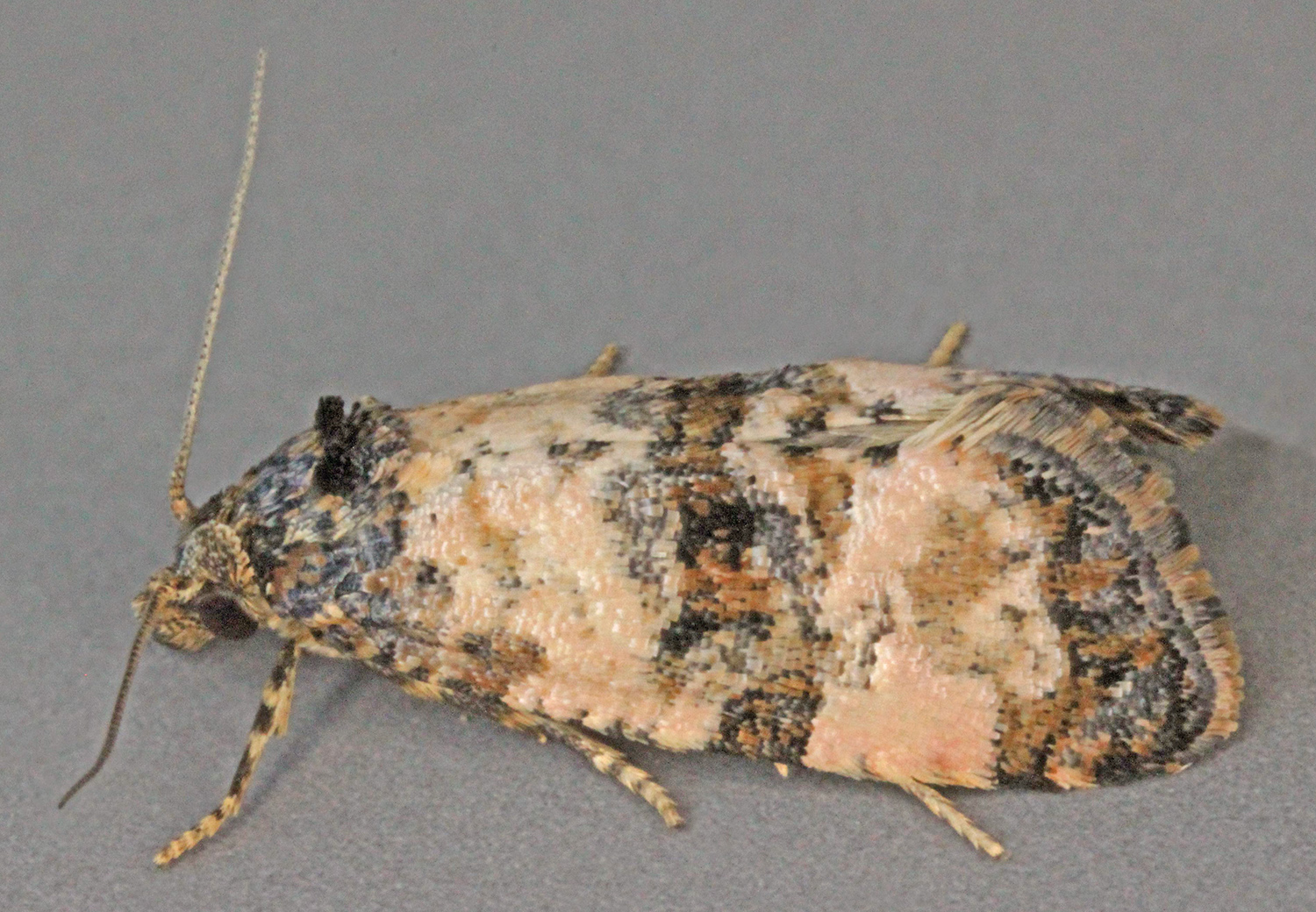
Ståndsblomvecklare, Cochylis atricapitana
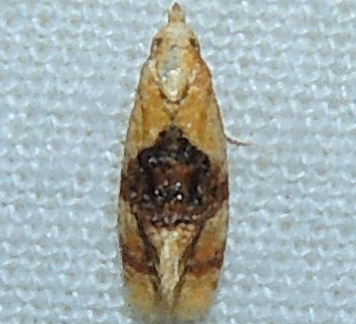
Cochylis bucera
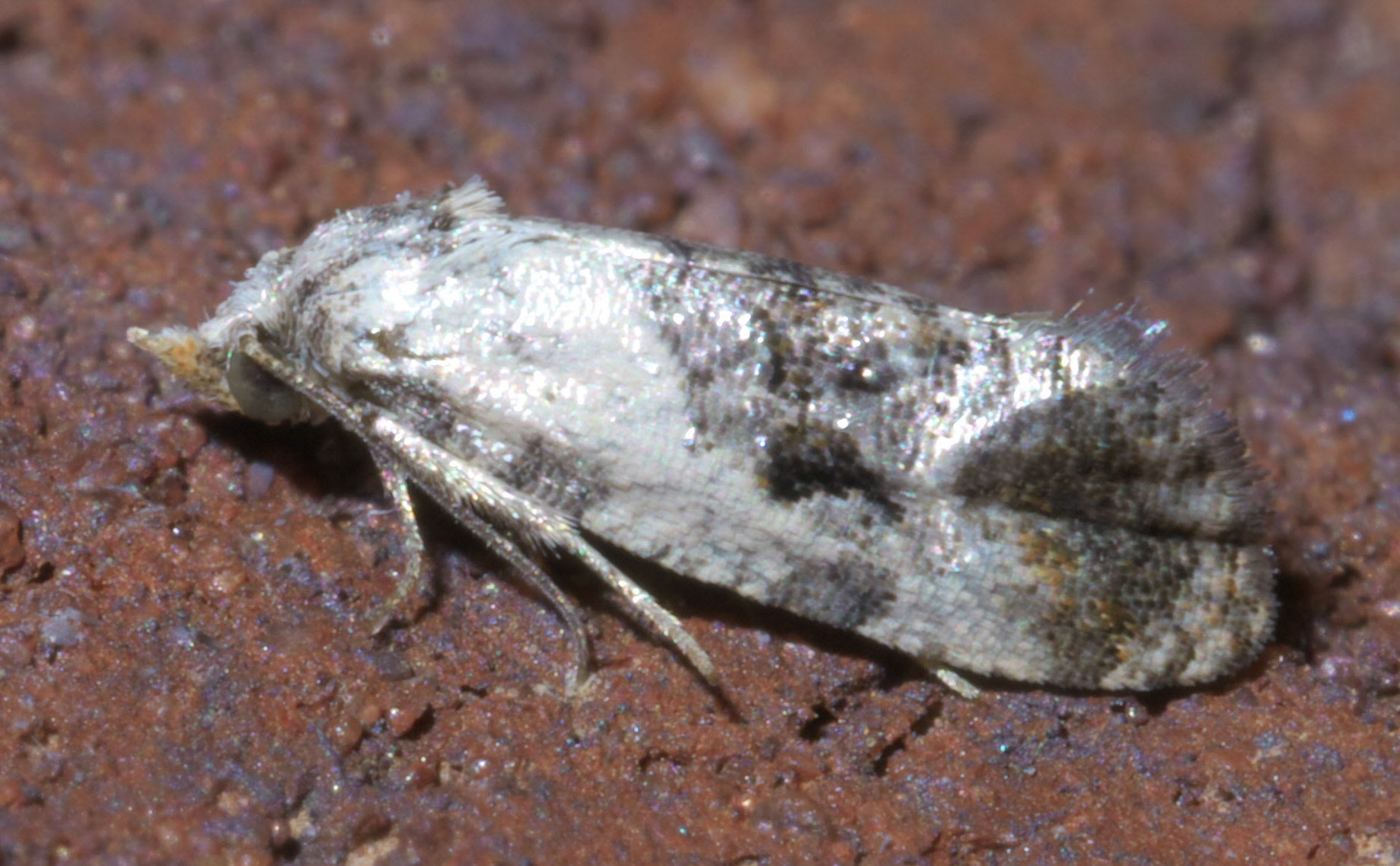
Cochylis hoffmanana
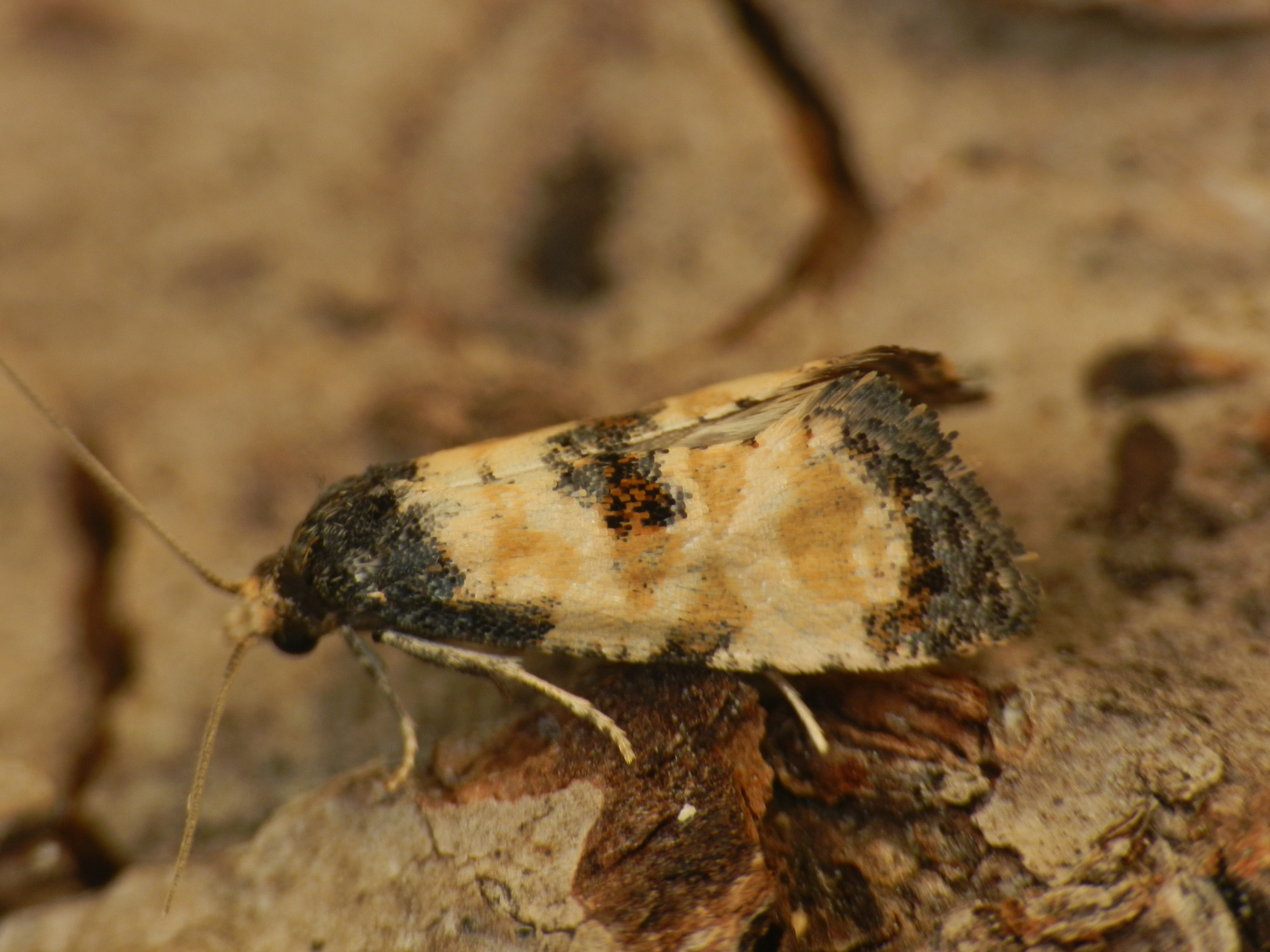
Vithövdad korgblomvecklare, Cochylis dubitana
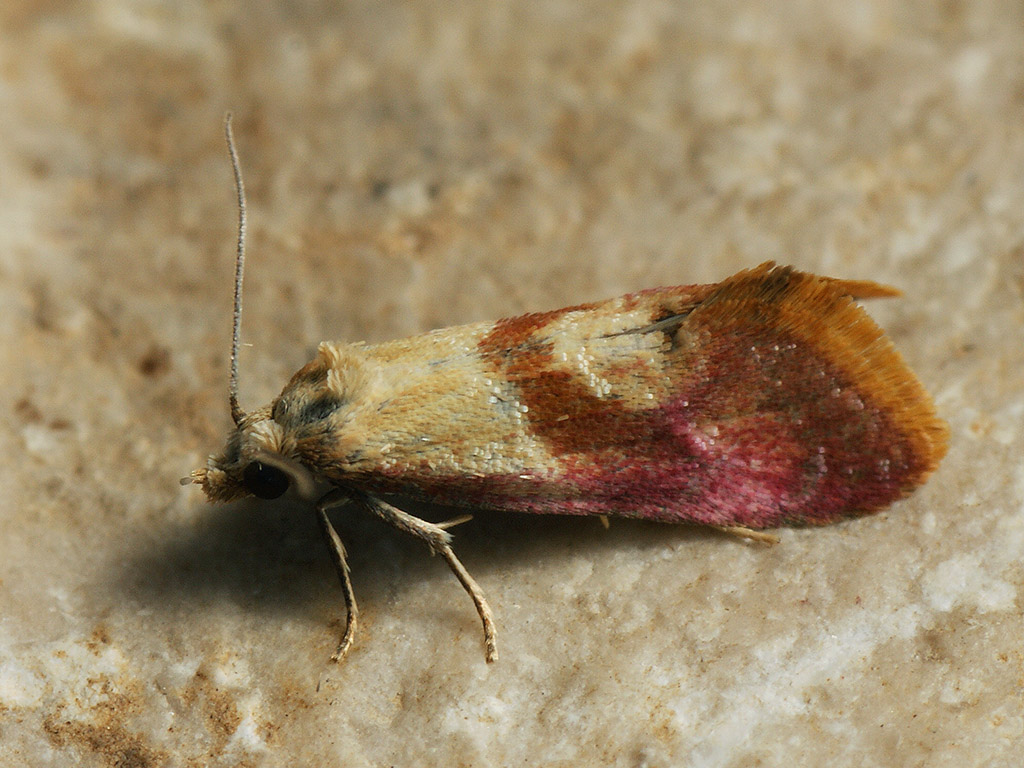
Röd väddblomvecklare, Cochylis flaviciliana
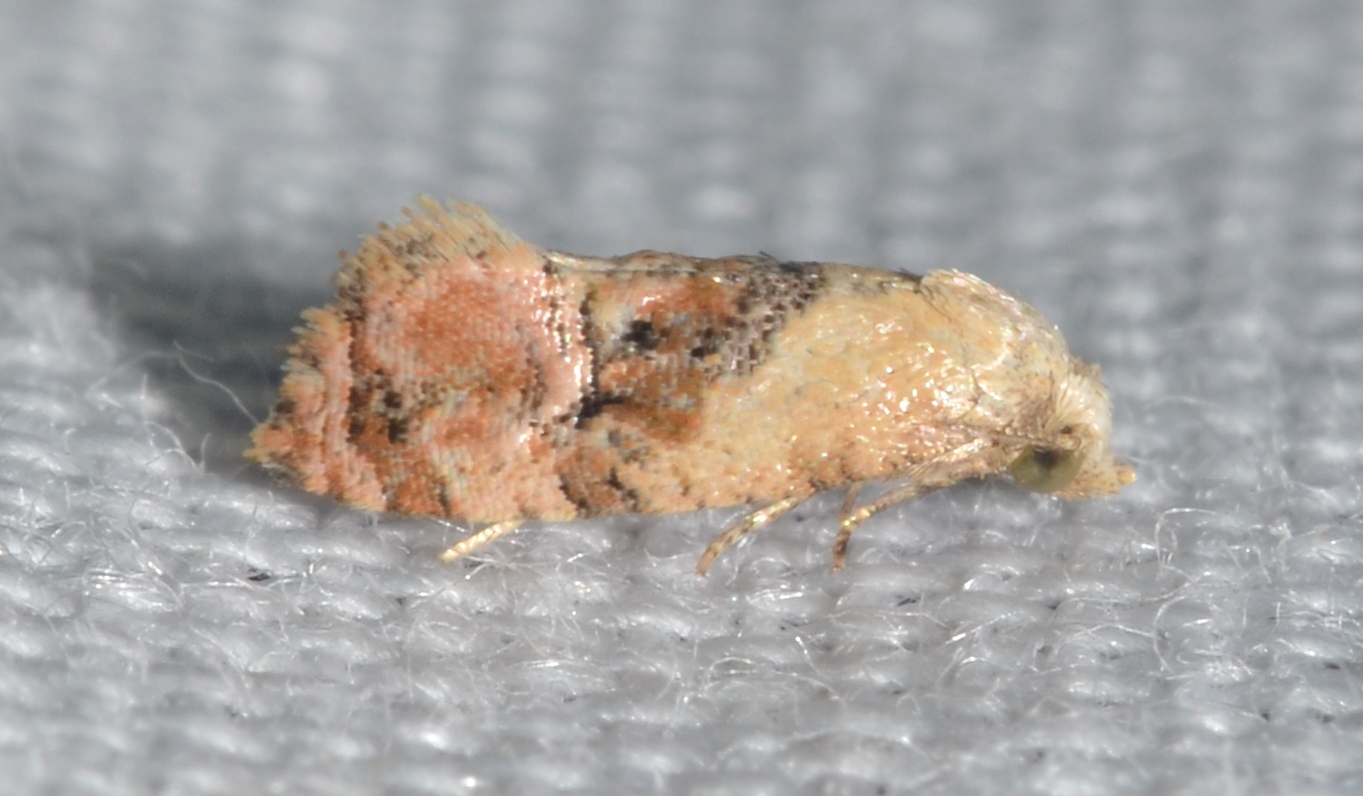
Cochylis hospes
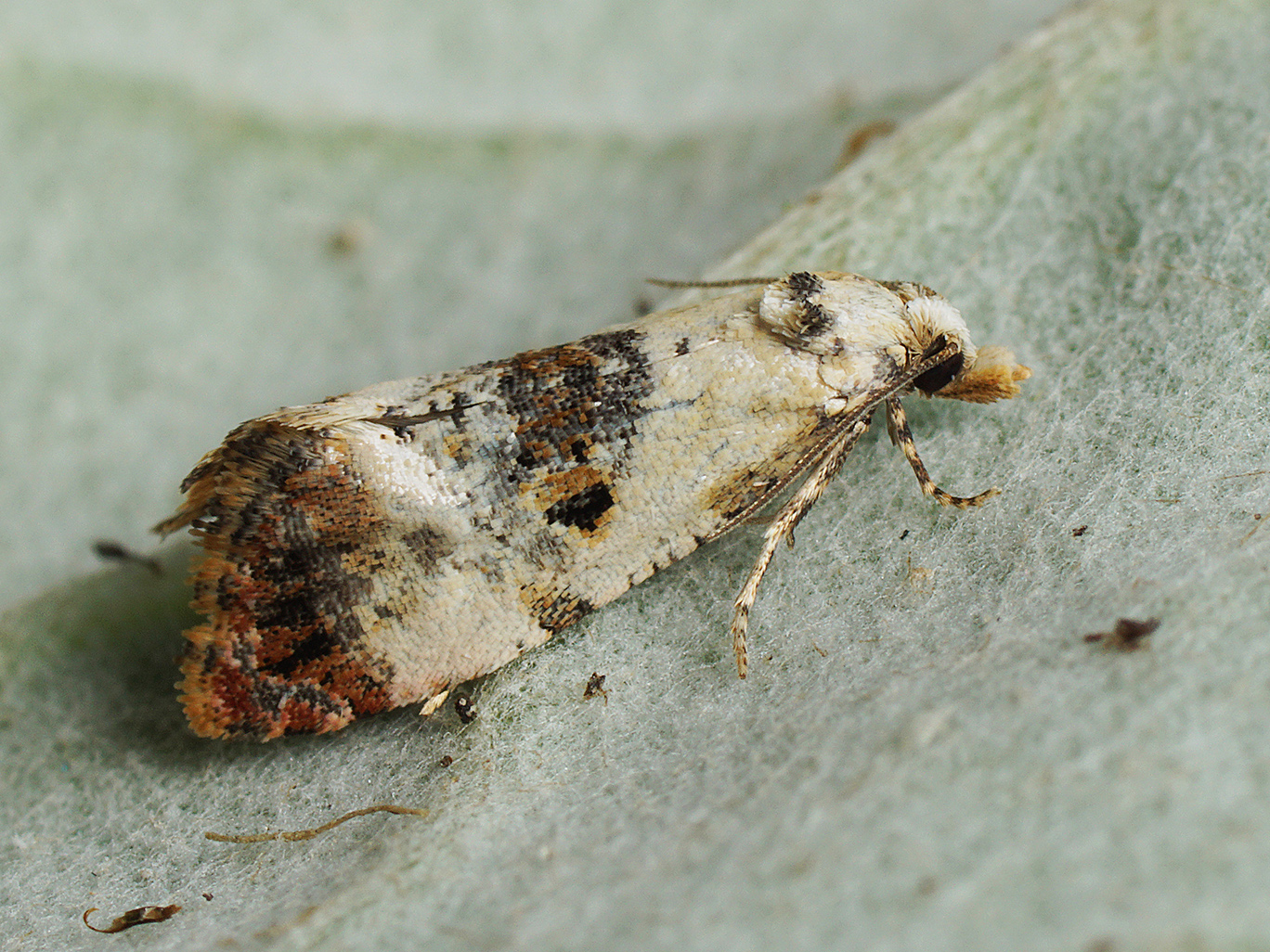
Bitterfibbleblomvecklare, Cochylis hybridella
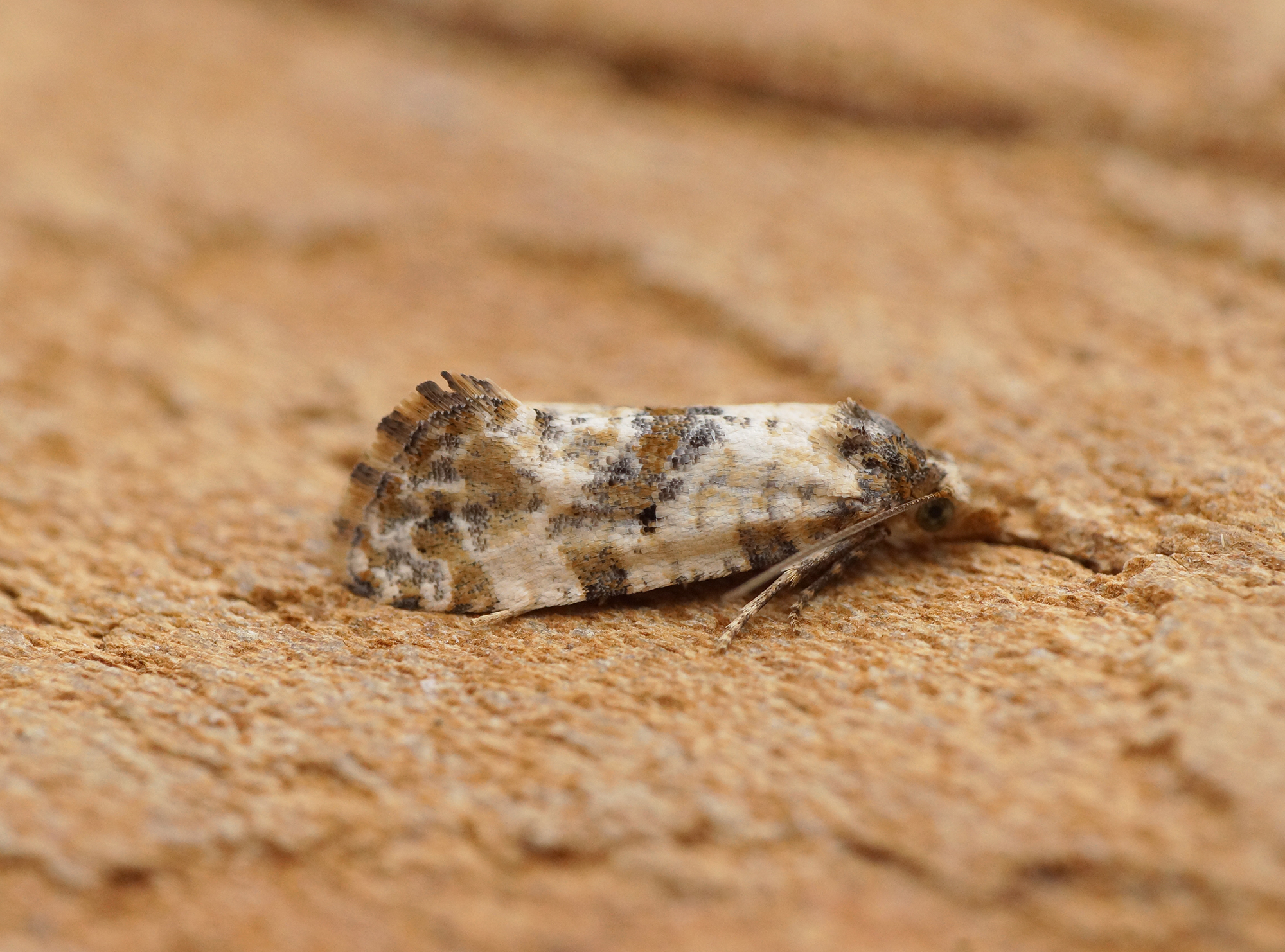
Cochylis molliculana
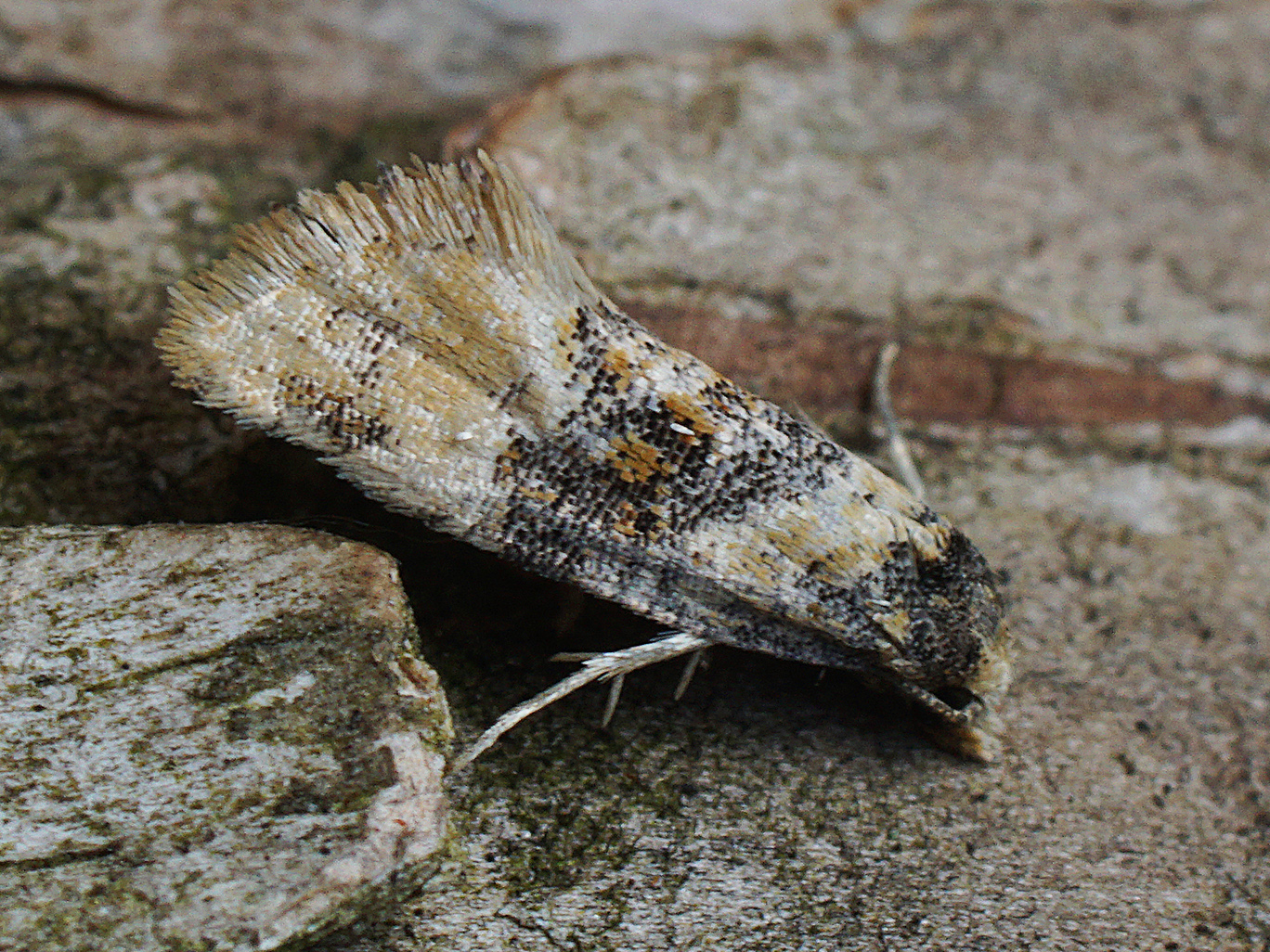
Björkhängevecklare, Cochylis nana
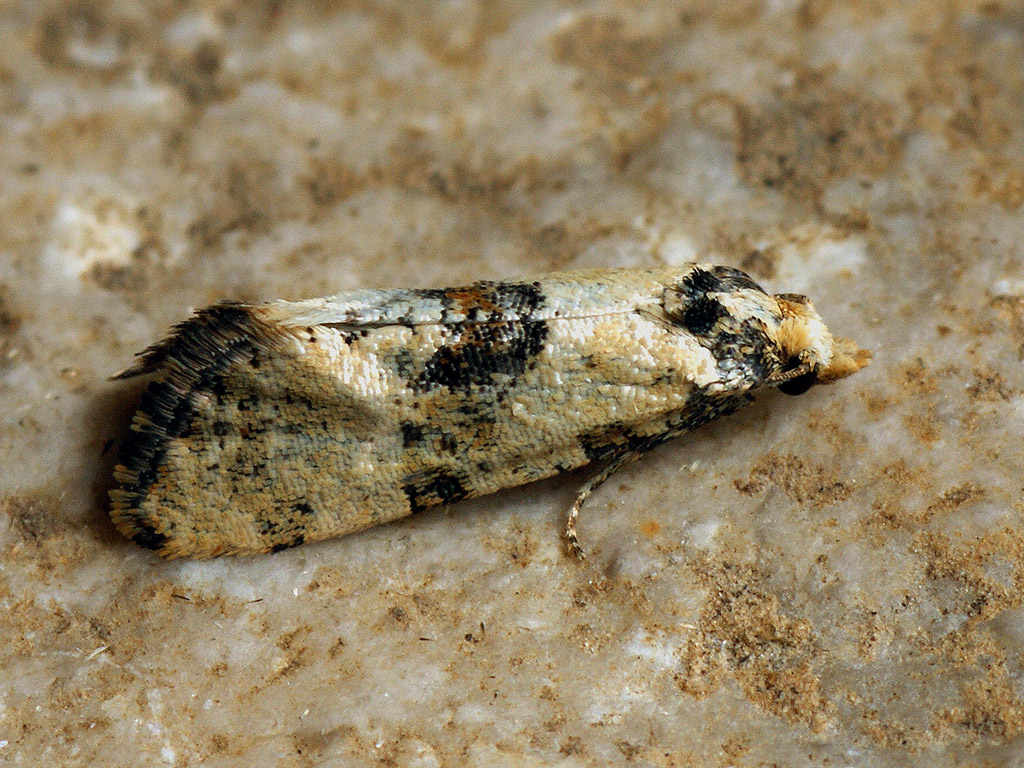
Monkeblomvecklare Cochylis pallidana
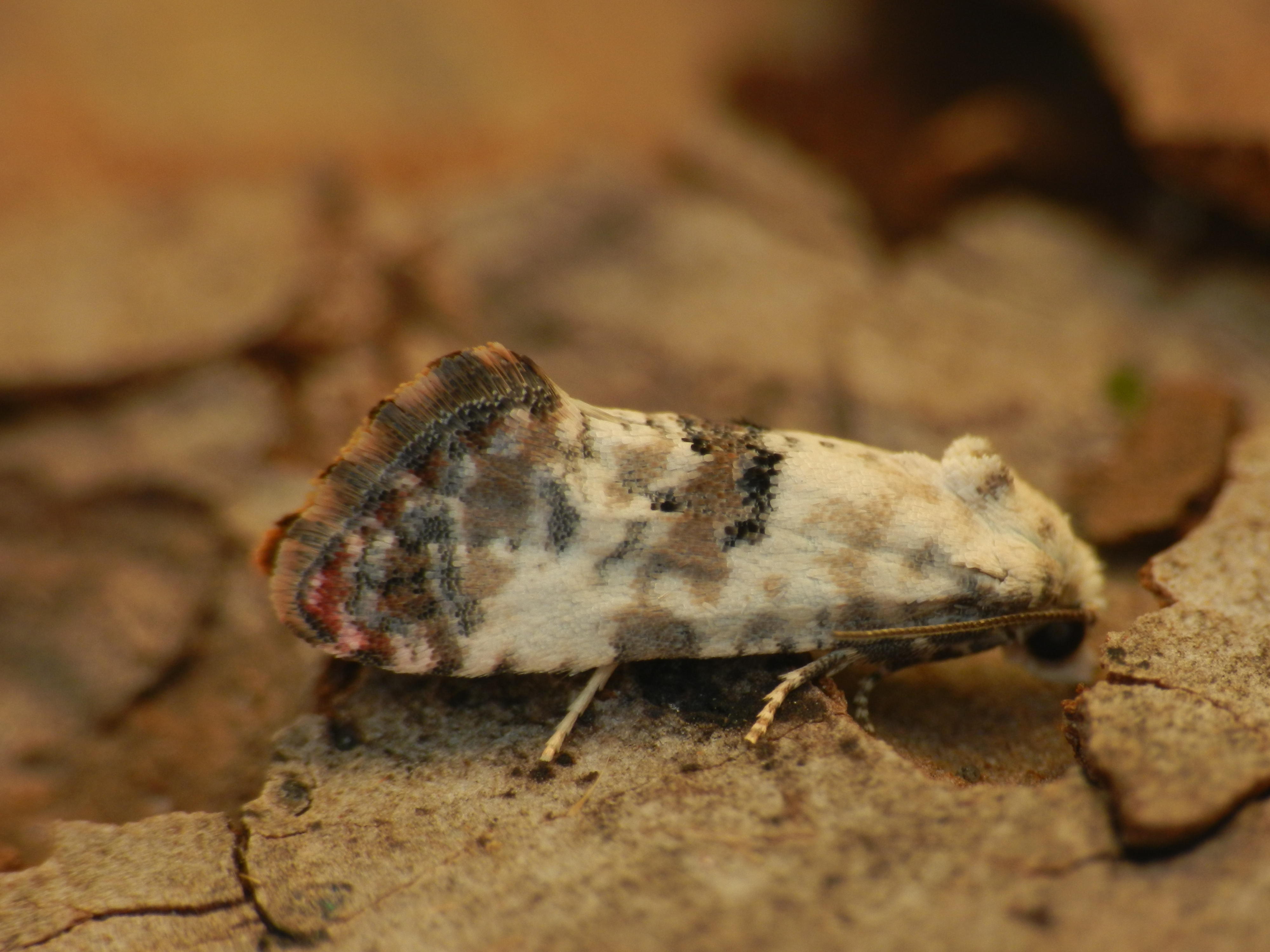
Vit korgblomvecklare, Cochylis posterana
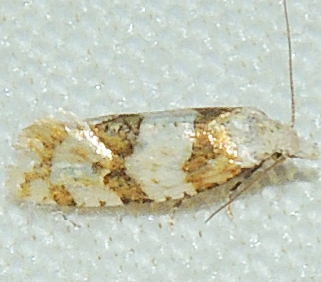
Cochylis ringsi
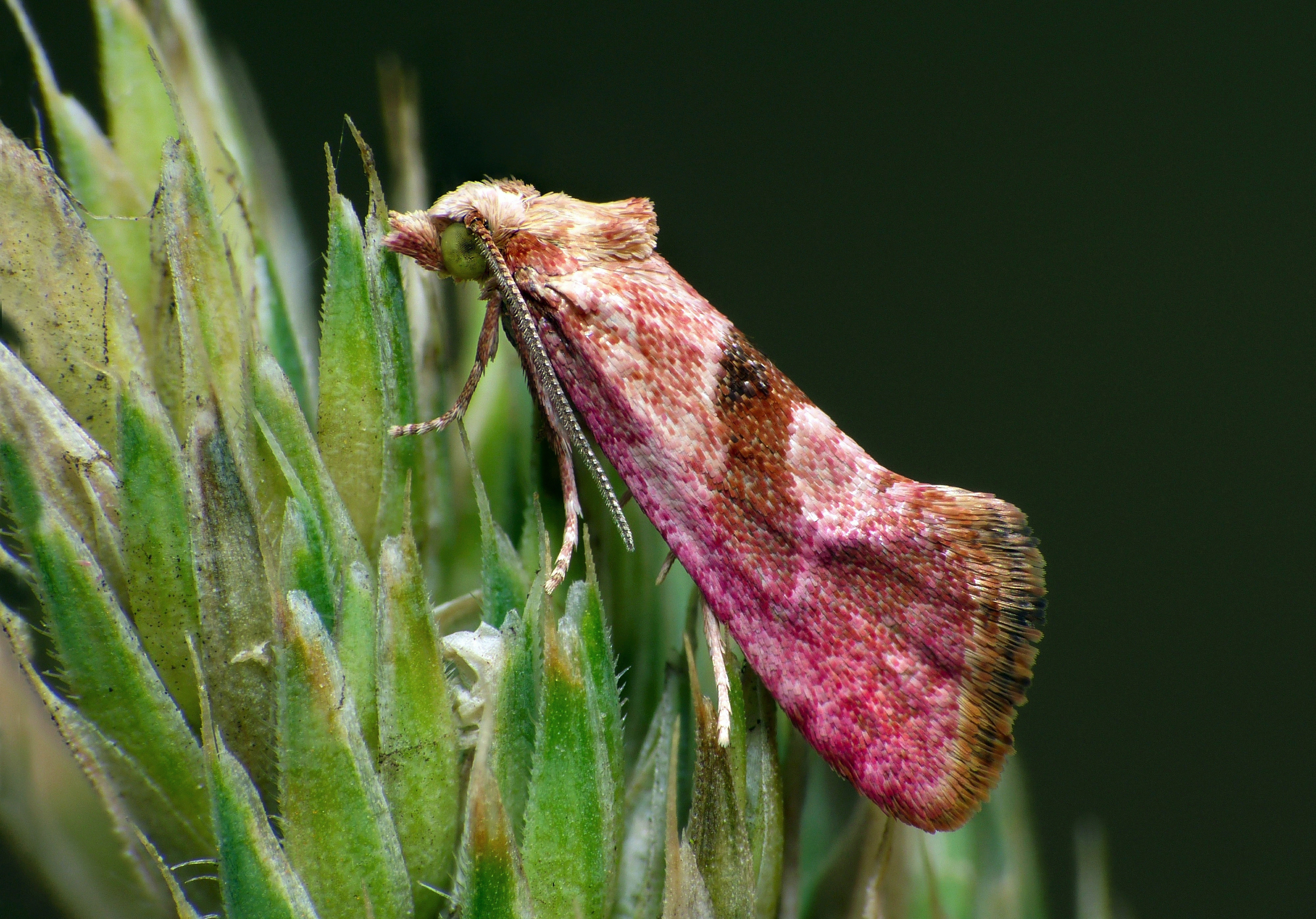
Kardväddsblomvecklare, Cochylis roseana